# NBA Comeback Player of the Year Award
NBA Comeback Player of the Year Award – nagroda przyznawana zawodnikowi przez ligę NBA w latach 1981-1986 za najbardziej udany powrót do gry, po wcześniejszej kontuzji. Ostatni rok jej przyznawania był jednocześnie pierwszym, w którym pojawiła się  - NBA Most Improved Player Award, przyznawana zawodnikowi za największy postęp w grze, w stosunku do poprzedniego sezonu, tym razem już bez względu na to, czy powraca on do ligi po kontuzji, czy też nie. To właśnie nagroda MIP stała się następczynią trofeum - NBA Comeback Player of the Year Award.   
| Sezon   | Zawodnik               | Drużyna               |
| ------- | ---------------------- | --------------------- |
| 1980/81 | Bernard King           | Golden State Warriors |
| 1981/82 | Gus Williams           | Seattle Supersonics   |
| 1982/83 | Paul Westphal          | New York Knicks       |
| 1983/84 | Adrian Dantley         | Utah Jazz             |
| 1984/85 | Micheal Ray Richardson | New Jersey Nets       |
| 1985/86 | Marques Johnson        | Los Angeles Clippers  |